# Daniel N. Lockwood

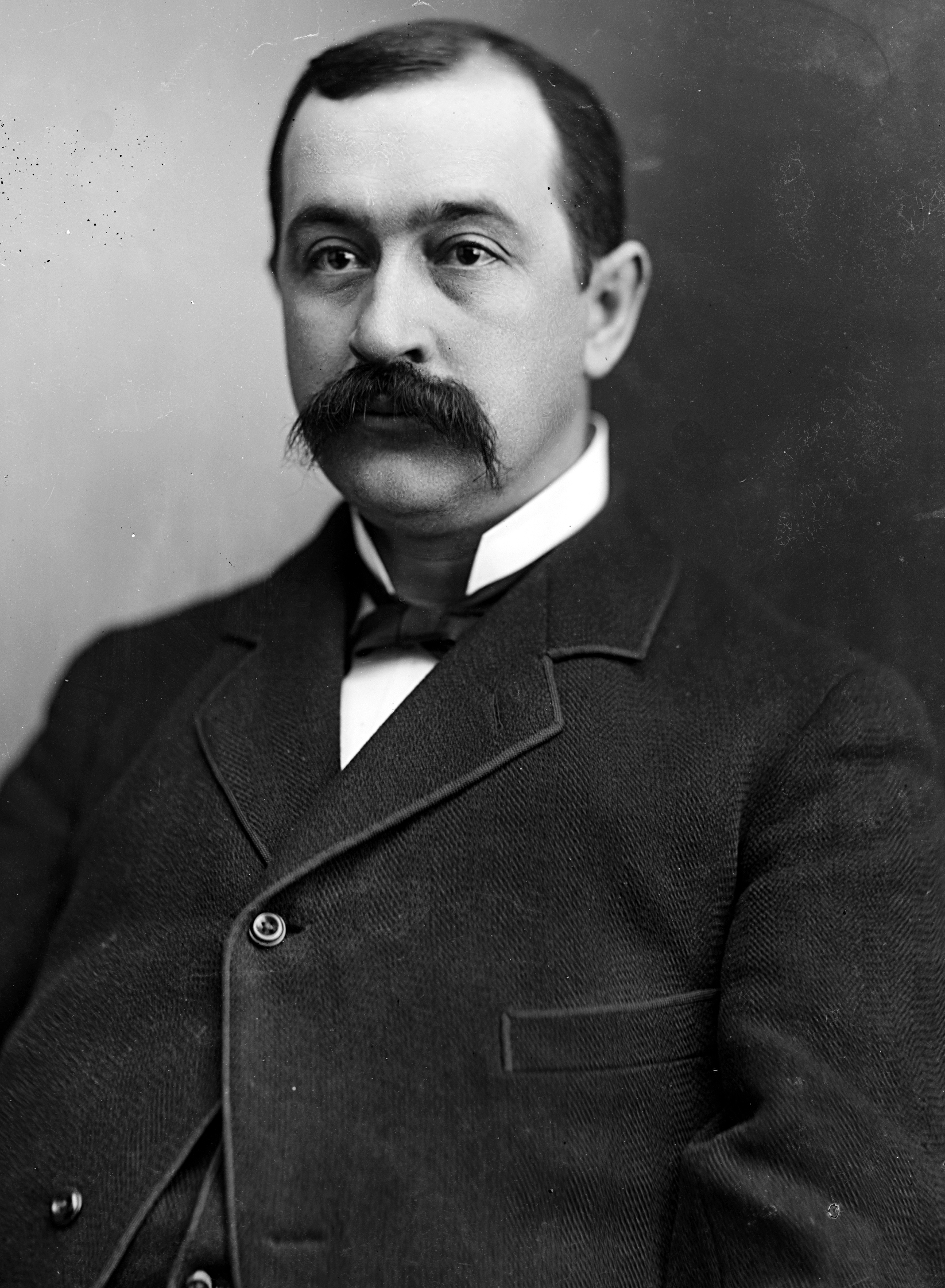
Daniel N. Lockwood

Daniel Newton Lockwood (* 1. Juni 1844 in Hamburg, New York; † 1. Juni 1906 in Buffalo, New York) war ein US-amerikanischer Jurist und Politiker. Zwischen 1877 und 1879 sowie nochmals von 1891 bis 1895 vertrat er den Bundesstaat New York im US-Repräsentantenhaus.

## Werdegang
Daniel Lockwood besuchte die öffentlichen Schulen seiner Heimat. Im Jahr 1865 absolvierte er das Union College in Schenectady. Nach einem anschließenden Jurastudium und seiner 1866 erfolgten Zulassung als Rechtsanwalt begann er in Buffalo in diesem Beruf zu arbeiten. Zwischen 1874 und 1877 war er Bezirksstaatsanwalt im dortigen Erie County. Politisch schloss er sich der Demokratischen Partei an.
Bei den Kongresswahlen des Jahres 1876 wurde Lockwood im 32. Wahlbezirk von New York in das US-Repräsentantenhaus in Washington, D.C. gewählt, wo er am 4. März 1877 die Nachfolge des Republikaners Lyman K. Bass antrat. Bis zum 3. März 1879 konnte er dort eine Legislaturperiode absolvieren. In den Jahren 1880, 1884 und 1896 nahm Lockwood als Delegierter an den jeweiligen Democratic National Conventions teil. Zwischen Oktober 1886 und Juni 1889 war er als Nachfolger von Martin I. Townsend Bundesstaatsanwalt für den nördlichen Teil des Staates New York.
Bei den Wahlen des Jahres 1890 wurde Daniel Lockwood erneut im 32. Distrikt seines Staates in den Kongress gewählt, wo er am 4. März 1891 John M. Farquhar ablöste. Nach einer Wiederwahl konnte er bis zum 3. März 1895 zwei weitere Legislaturperioden im US-Repräsentantenhaus absolvieren. Im Jahr 1894 verzichtete er auf eine weitere Kongresskandidatur. Stattdessen bewarb er sich erfolglos um das Amt des Vizegouverneurs von New York.
Nach dem Ende seiner Zeit im US-Repräsentantenhaus praktizierte Daniel Lockwood wieder als Anwalt in Buffalo. Im Jahr 1901 war er Manager seines Staates für die in Buffalo stattfindende Pan-American Exposition, auf der dann Präsident William McKinley ermordet wurde. Seit 1903 gehörte er der State Lunacy Commission an. Er starb am 1. Juni 1906, seinem 62. Geburtstag, in Buffalo, wo er auch beigesetzt wurde.